# Thalía Sodi
Thalía Sodi, känd som Thalía, född 26 augusti 1971 i Mexico City, Mexiko, är en mexikansk artist, sångerska och affärskvinna.
Hon kallas "Queen of Latin Pop" av internationella medier. Efter att ha sålt cirka 40 miljoner skivor över hela världen är hon en av de mest sålda latinska artisterna genom tiderna. Bortsett från sitt modersmål spanska har Thalía också sjungit på engelska, franska, portugisiska och tagalog.
Hon har fått många utmärkelser, inklusive fem Billboard Latin Music Awards (från 17 nomineringar), flera Premios Juventud och Lo Nuestro Awards samt sju nomineringar för Latin Grammy Award.
Som skådespelerska har Thalía medverkat i en rad framgångsrika telenovelor som har sänts i över 180 länder, vilket ledde till att hon av massmedierna kallades "drottningen av telenovelas". Det mexikanska medieföretaget Televisa har utsett henne till den bäst betalda telenovelaskådespelerskan i historien. Tidskriften Billboard har kallat henne världens mest kända spanskspråkiga såpastjärna.

## Diskografi
- Thalía (Fonovisa, 1990) singel I Want You/Me Pones Sexy
- Mundo de Cristal (Fonovisa, 1991)
- Love (Fonovisa, 1992)
- En éxtasis (EMI, 1995)
- Nandito Ako (EMI, 1996)
- Amor a la mexicana (EMI, 1997)
- Arrasando (EMI, 2000)
- Thalía con banda – grandes éxitos (EMI, 2001)
- Thalía (EMI, 2002)
- Thalía's Hits Remixed (EMI, 2003)
- Thalía (English) (EMI, 2003)
- Greatest Hits (EMI, 2004)
- Grandes éxitos (Fonovisa/Univision, 2004)
- El sexto sentido (2005)
- El sexto sentido Re+Loaded (2006)
- Lunada (2008)

## Filmografi (urval)
- 1987 La pobre señorita Limantour
- 1988 Quinceañera
- 1989 Luz y Sombra
- 1992 María Mercedes
- 1994 Marimar
- 1995 María la del Barrio
- 1999 Rosalinda